# Nyctemera crameri
Nyctemera crameri là một loài bướm đêm thuộc phân họ Arctiinae, họ Erebidae.